# Fandou Béri (Hamdallaye)
Fandou Béri ist ein Dorf in der Landgemeinde Hamdallaye in Niger.

## Geographie
Fandou Béri befindet sich rund 16 Kilometer östlich des Dorfs Hamdallaye, des Hauptorts der gleichnamigen Landgemeinde, die zum Departement Kollo in der Region Tillabéri gehört. Die Siedlung wird wie die gesamte Gemeinde Hamdallaye zur Übergangszone zwischen Sahel und Sudan gerechnet. Sie liegt auf einer Höhe von 226 m. Nördlich von Fandou Béri erhebt sich eine landschaftsprägende Ferricrete-Hochebene.

## Geschichte
Der Ortsname bedeutet „großer Weg“. Im 19. Jahrhundert ließen sich hier die ersten Zarma aus dem Dallol Bosso nieder. In der französischen Kolonialzeit befand sich ein Stützpunkt für Truppen und Rekruten in Fandou Béri. Das Dorf war von der großen Hungersnot von 1931 betroffen. In den 1930er Jahren lebten hier einige Zeit lang nur noch vier Familien, bis weitere Zarma nachzogen. In den 1970er Jahren siedelten sich außerdem Fulbe an.

## Bevölkerung
Bei der Volkszählung 2012 hatte Fandou Béri 1162 Einwohner, die in 149 Haushalten lebten. Bei der Volkszählung 2001 betrug die Einwohnerzahl 676 in 72 Haushalten und bei der Volkszählung 1988 belief sich die Einwohnerzahl auf 595 in 75 Haushalten.
Etwa 90 Prozent sind Zarma, etwa 10 Prozent Fulbe. Beide Volksgruppen sind im Ackerbau aktiv.

## Wirtschaft und Infrastruktur
Es werden Perlhirse, Augenbohnen, Sorghum, Eibisch, Erdnüsse und Sesam angebaut. Fulbe betreiben außerdem Wanderweidewirtschaft. Der Handel mit der Hauptstadt Niamey und mit dem Hauptort von Hamdallaye sind seit Beginn des 20. Jahrhunderts wichtig für die lokale Wirtschaft. Der Markt von Fandou Béri besteht seit dem Jahr 1973. Es gibt eine Schule und eine Moschee im Dorf. Die Schule war in den 1970er Jahren an einem groß angelegten Schulfernsehen-Projekt beteiligt, aus dem das erste nationale Fernsehprogramm der staatlichen Rundfunkanstalt ORTN hervorging.
Durch den Süden der Siedlung verläuft eine Nebenstraße, über die man Richtung Nordwesten nach 11 Straßenkilometern die Nationalstraße 25 und Richtung Südosten nach 28 Straßenkilometern das Dorf Dantchandou erreicht. Die Nebenstraße wurde bereits in der Kolonialzeit angelegt.